# OpenLaszlo
OpenLaszlo — свободная платформа для разработки и доставки RIA-приложений.
Платформа OpenLaszlo состоит из языка программирования LZX и сервера OpenLaszlo Server:
- LZX является XML- и JavaScript-описательным языком, похожим по духу на языки XUL, MXML и XAML. LZX реализует декларативный, текстооснованный процесс разработки, который поддерживает быстрое прототипирование и лучшие примеры разработки ПО. Он разработан для того, чтобы быть привычным для обычных разработчиков веб-приложений, которые знакомы с HTML и Javascript.
- OpenLaszlo Server — Java-сервлет, который компилирует приложение на LZX в исполняемые бинарные файлы.